# Bawo Orudua
Bawo Orudua is een bestuurslaag in het regentschap Nias Selatan van de provincie Noord-Sumatra, Indonesië. Bawo Orudua telt 524 inwoners (volkstelling 2010).